# John Carlos
John Wesley Carlos (født 9. juni 1945) er en amerikansk tidligere atletikudøver.

## Atletikkarriere
Carlos var sprinter og vandt i 1967 guld i 200 m ved de panamerikanske lege. Ved udtagelsesstævnet til OL 1968 i Mexico City vandt han på samme distance og satte uofficiel verdensrekord med 19,7 sekunder; denne blev dog ikke godkendt, da han havde brugt sko med for mange pigge. Ved legene vandt Carlos sit indledende heat, sin kvartfinale og sin semifinale (sidstnævnte i ny olympisk rekord på 20,12 sekunder, hvilket Tommie Smith matchede i sin semifinale. I finalen kom Carlos ud af svinget med et forspring på 1½ m, men på opløbssiden satte Smith tempoet i vejret og kom i mål i ny verdensrekordtid på 19,83 sekunder. Da Carlos indså, at han ikke kunne vinde, satte han farten ned, hvilket betød, at australieren Peter Norman akkurat kunne overhale ham og tage sølv, mens Carlos fik bronze.
Smith og Carlos havde nær ikke deltaget i legene, da de som tilhængere af Black Power-bevægelsen havde overvejet at følge en boykot-opfordring, som var organiseret af Harry Edwards, en afroamerikansk sociologiprofessor. Men de valgte trods alt at deltage, og så foranstaltede de deres egen protest mod racisme. De gik barfodede på sejrspodiet, hvor de også bar menneskerettighedsmærkater (hvilket Norman i øvrigt også gjorde), og under afspilningen af den amerikanske nationalmelodi bøjede de hovederne og rakte en sortbehandsket knytnæve op. IOC var rasende over denne politiske tilkendegivelse under OL, og den amerikanske olympiske komité bortviste de to fra holdet.
Demonstrationen blev negativt dækket af medier i både USA og store dele af resten af verden, men Smith og Carlos fik senere heltestatus i den amerikanske borgerrettighedsbevægelse og hos menneskeretsforkæmpere i almindelighed. Smith og Carlos var også taknemmelige over støtten fra Norman og glemte ham ikke siden; da Norman døde i 2006, var de to amerikanere blandt kistebærerne ved hans begravelse. Carlos og Smith modtog i 2008 Arthur Ashe Courage Award (Arthur Ashe-prisen for mod) for deres handling under sejrsceremonien.
I 1969 vandt Carlos det amerikanske universitetsmesterskab og collegmesterskab i 220 yardsløb, og han tangerede verdensrekorden i 60 yardsløb indendørs og 100 yards udendørs.
Han gjorde senere flere forgæves forsøg på at få en karriere i amerikansk fodbold i NFL, og senere spillede han canadisk fodbold nogle år i denne sports professionelle liga, Canadian Football League.
I 2019 blev Carlos og Smith optaget i den amerikanske olympiske hall of fame som en sen undskyldning for behandlingen af de to atleter ved OL i 1968.